# Kaza-hana
Pour plus de détails, voir Fiche technique et Distribution.
Kaza-hana (風花)  est un film japonais réalisé par Shinji Sōmai, sorti en 2000.

## Synopsis
Renji Sawaki est un fonctionnaire du Ministère de l'éducation, dépressif et alcoolique, il est mis à pied après qu'une affaire de vol à l'étalage l’impliquant est parue dans la presse à scandale. Yuriko Tomita est une hôtesse de bar qui se prostitue, voilà cinq ans, elle a abandonné sa fille en bas âge à sa mère à Hokkaido après la mort accidentelle de son mari et n'est jamais retournée la voir. Renji et Yuriko se réveillent côte à côte au pied d'un arbre en fleurs après une nuit d'ivresse, ils se sont promis d'aller à Hokkaido voir la neige et peut être d'y mourir. Tous deux prennent la route dans une voiture de location rose en direction de Hokkaido, chacun ressassant les incidents de la vie qui les ont meurtris.

## Fiche technique
- Titre original : 風花
- Titre français : Kaza-hana
- Réalisation : Shinji Sōmai
- Scénario : Raimi Mori, d'après un roman de Shō Narumi (ja)
- Musique : Yoshihide Ōtomo
- Photographie : Hiroshi Machida
- Montage : Yoshiyuki Okuhara (ja)
- Décors : Fumio Ogawa
- Sociétés de production : TV Asahi, Be-Wild, Tokyo FM Broadcasting Co.
- Pays d'origine :  Japon
- Langue originale : japonais
- Format : couleurs - 35 mm - 1,85:1 - Dolby Digital
- Genre : drame - road movie
- Durée : 116 minutes[1]
- Dates de sortie :
  - Japon : 27 janvier 2001[1]

## Distribution
- Kyōko Koizumi : Yuriko Tomita
- Tadanobu Asano : Renji Sawaki
- Kumiko Asō : Miki
- Akira Emoto : propriétaire de la station thermale
- Yoshiko Kayama : la maman de Yuriko
- Fumiyo Kohinata : le chef de Sawaki
- Toshinori Omi : gérant du nightclub
- Kippei Shiina : célébrité à l'aéroport
- Chōei Takahashi : le beau-père de Yuriko
- Shingo Tsurumi : Tomita, le mari défunt de Yuriko
- Tsurube Shōfukutei : voix de la grenouille du générique de fin

## Distinctions
Sauf indication contraire, les informations mentionnées dans cette section peuvent être confirmées par la base de données cinématographiques IMDb,  présente dans la section « Liens externes ».

### Récompenses
- 2001 : Hōchi Film Award de la meilleure actrice pour Kyōko Koizumi[2]
- 2002 : prix Mainichi des meilleurs décors pour Fumio Ogawa[3]

### Sélections
- 2002 : prix de la meilleure actrice pour Kyōko Koizumi aux Japan Academy Prize[4]
- 2002 : NETPAC de la meilleure actrice pour Kyōko Koizumi lors des Asian Film Critics Association Awards